# Sonate pour piano no 3 de Tippett
Pour un article plus général, voir Sonate pour piano.
Pour les articles homonymes, voir Sonate pour piano (homonymie).
La Sonate pour piano no 3 est la troisième des quatre sonates pour piano composée en 1973 par Michael Tippett. 
Elle a été écrite onze ans après sa deuxième sonate et dix ans sa dernière sonate pour clavier, un an après l'achèvement de sa troisième symphonie.
La partition est une commande du pianiste Paul Crossley qui en fit la création. Elle est dédiée à Anna Kallin.

## Structure
L'œuvre comporte trois mouvements et la durée d'exécution est d'un peu plus de vingt minutes.
1. Allegro : Mouvement qui travaille l'indépendance des mains aux extrémités du clavier dans une approche contrapuntique.
2. Lento : Mouvement médian dans une approche harmonique réunissant les deux mains.
3. Allegro energico